# Hemerodromia laudatoria
Hemerodromia laudatoria är en tvåvingeart som beskrevs av Collin 1927. Hemerodromia laudatoria ingår i släktet Hemerodromia och familjen dansflugor. Inga underarter finns listade i Catalogue of Life.